# خسرو سفلی
خسرو سفلی یک منطقه مسکونی در ولسوالی ارغنداب ولایت قندهار در جنوب کشور افغانستان بود که در ماه اکتبر و نوامبر ۲۰۱۰ توسط نیروی زمینی ایالات متحده آمریکا ویران شد.